# Hålltjärnen (Offerdals socken, Jämtland)
Hålltjärnen är en sjö i Krokoms kommun i Jämtland och ingår i Indalsälvens huvudavrinningsområde. Sjön har en area på 0,309 kvadratkilometer och ligger 398 meter över havet. Sjön avvattnas av vattendraget Kaxån.

## Delavrinningsområde
Hålltjärnen ingår i det delavrinningsområde (704285-140843) som SMHI kallar för Mynnar i Hällsjön. Medelhöjden är 401 meter över havet och ytan är 20,22 kvadratkilometer. Det finns inga avrinningsområden uppströms utan avrinningsområdet är högsta punkten. Kaxån som avvattnar avrinningsområdet har biflödesordning 3, vilket innebär att vattnet flödar genom totalt 3 vattendrag innan det når havet efter 289 kilometer. Avrinningsområdet består mestadels av skog (66 procent) och jordbruk (15 procent). Avrinningsområdet har 0,31 kvadratkilometer vattenytor vilket ger det en sjöprocent på 1,5 procent.